# Groot-Polen (historische regio)

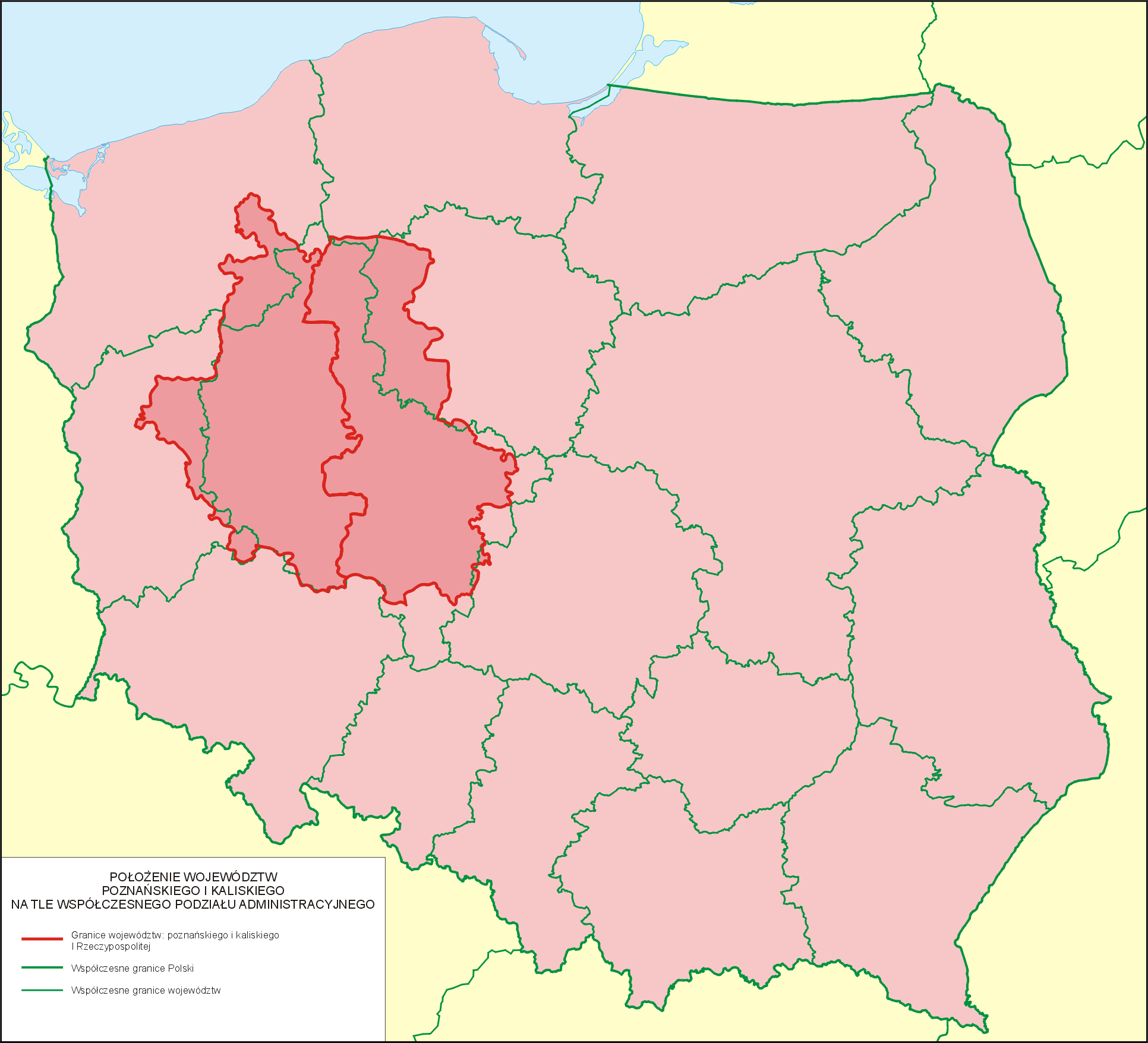
Het oorspronkelijke Groot-Polen
De huidige Republiek Polen

De historische regio Groot-Polen bestrijkt een groter gebied dan het hedendaagse woiwodschap Groot-Polen.

## Pools-Litouwse Gemenebest
In 1569 sloten Polen en Litouwen zich door de Unie van Lublin ineen tot het Pools-Litouwse Gemenebest. Dit rijk was onderverdeeld in Groot-Polen, Klein-Polen, het grootvorstendom Litouwen en het hertogdom Lijfland, die elk onderverdeeld waren in woiwodschappen en/of vorstendommen.
De hiernavolgende tabel geeft de vorstendommen van Groot-Polen. Sommige daarvan, zoals Mazovië en Pommeren zijn nu aparte regio's, naast het hedendaagse en dus veel kleinere Groot-Polen.
| Woiwodschap/vorstendom                          | Hoofdstad                        |
| ----------------------------------------------- | -------------------------------- |
| Brześć Kujawski (województwo brzesko-kujawskie) | Brześć Kujawski)                 |
| Chełmno (województwo chełmińskie)               | Chełmno                          |
| Bisdom Ermland (Księstwo Warmińskie)            | Lidzbark Warmiński               |
| Gniezno (województwo gnieźnieńskie; vanaf 1768) | Gniezno                          |
| Kalisz (województwo kaliskie)                   | Kalisz                           |
| Łęczyca (województwo łęczyckie)                 | Łęczyca                          |
| Inowrocław (województwo inowrocławskie)         | Inowrocław                       |
| Malbork (województwo malborskie)                | Mariënburg (Pools: Malbork)      |
| Mazovië (województwo mazowieckie)               | Warschau                         |
| Pommeren (województwo pomorskie)                | Gdańsk                           |
| Poznań (województwo poznańskie)                 | Poznań                           |
| Hertogdom Pruisen (Księstwo Pruskie)            | Koningsbergen (Pools: Królewiec) |
| Płock (województwo płockie)                     | Płock                            |
| Rawa (województwo rawskie)                      | Rawa Mazowiecka                  |
| Sieradz (województwo sieradzkie)                | Sieradz                          |